# لیرد (اسکاتلند)
لیرد (انگلیسی: Laird) عنوانی اشرافی است که در اسکاتلند برای اشاره به مالک زمینی وسیع و قدیمی به کار می‌رود. درجهٔ لیرد پایینتر از بارون (اسکاتلند) و بالاتر از جنتلمن است. این عنوان کم‌وبیش همسنگ عنوان اسکوایر در انگلستان است.